# Foul Play (1920)
Foul Play é um filme mudo britânico de 1920, do gênero policial, dirigido por Edwin J. Collins e estrelado por Renee Kelly, Henry Hallett e Randolph McLeod. Foi uma adaptação do romance de 1869, chamado de Foul Play, de Charles Reade.

## Elenco
- Renee Kelly ... Helen Rollaston
- Henry Hallett ... Penfold
- Randolph McLeod ... Wardlow
- Cecil Morton York ... Sr. Wardlow
- C. Hargrave Mansell ... Reverendo Penfold
- Charles Vane ... General Rollaston
- N. Watt-Phillips ... Joseph Wylie